# Mohammad Mosaddegh
Mohammad Mosaddegh (persiska:  محمد مصدق), född Mirza Mohammad-Khan (titulerad Mosaddeq os-Saltaneh) 16 juni 1882 i Teheran i Persien, död 5 mars 1967 i Ahmad Abad i Alborz, var en framstående iransk statsman, jurist och författare. Han var demokratiskt vald premiärminister under Pahlavidynastin i Iran åren 1951–1953 och partiledare för valalliansen Nationella fronten.

## Tidig karriär
Mohammad Mosaddegh föddes 1882 i en persisk adelsfamilj. Hans far Mirza Hedayatollah Ashtiani härstammade från Ashtian i den dåtida delprovinsen Tafresh och var finansminister under Qajardynastin. Hans mor, prinsessan Malek-Taj Najm os-Saltaneh, var barnbarnsbarn till den iranske kungen Fath-Ali Shah Qajar och syster till prins Abdol-Hosein Farman Farma. Mosaddegh fick sin tidiga utbildning i Iran. 1901 gifte han sig med Zahra Emami (1879–1965) och paret fick fem barn. Mosaddegh var anhängare av den konstitutionella revolutionen i Iran 1906 och invaldes i landets parlament, men han kunde dock inte tillträda ämbetet eftersom han var under trettio år.
1909 fortsatte Mosaddegh sin utbildning utomlands i Frankrike. Han studerade i två år vid Institut d'études politiques de Paris (Sciences Po) och fortsatte sedan sina studier i Neuchâtel, Schweiz. Han tog sin doktorsexamen i juridik (doctorate en Droit) vid Neuchâtels universitet 1913. Han var därmed den första iranier som fick en doktorsexamen i juridik från ett europeiskt universitet.
Vid hemkomsten till Iran blev han aktiv i politiken och utnämndes 1921 till finansminister i Ahmed Qavams regering. 1923 blev han utrikesminister, guvernör i provinsen Azarbaijan och invaldes i parlamentet. 1944 invaldes han åter i parlamentet. 1949 grundade han valalliansen och sedermera det politiska partiet Nationella fronten vilket ledde till att han blev premiärminister 1951.

## Premiärminister

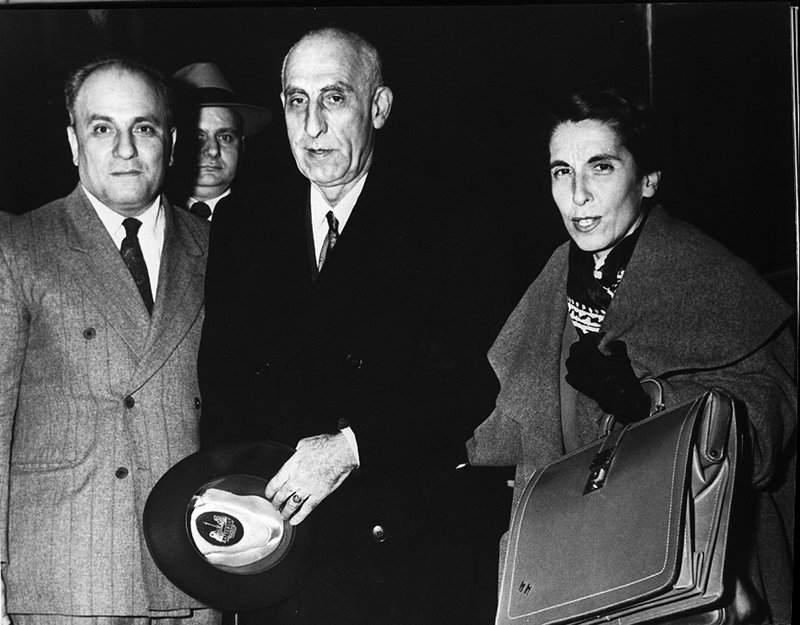
Mosaddegh tillsammans med sonen Gholam Hosein och dottern Ashraf, 1951.

Den 29 april 1951 utnämnde shahen Mohammad Reza Pahlavi, i enlighet med Irans konstitutionen från 1906 parlamentets (majles) premiärministerkandidat, Mosaddegh, till premiärminister. Mosaddegh företrädde Nationella Fronten och valdes in i parlamentet med 79 röster för och 12 röster mot som dess kandidat till premiärministerposten. Enligt konstitutionen var shahens godkännande och officiella utnämnande nödvändigt, innan kandidaten kunde tillsättas.
Nationella fronten motsatte sig Storbritanniens ägande och kontroll av Irans naturresurser och relaterade intäkter som gick tillbaka till 1800-talet. Valalliansens var att förstatliga Irans oljeresurser och att motverka brittisk inblandning i landets inre angelägenheter genom att inleda direkta förbindelser med USA.
Nationella fronten blev regeringskoalition när Mosaddegh tillträdde som premiärminister. Han valde snabbt att genomföra parlamentets beslut att nationalisera oljan (ett beslut som fattades något år innan han tillsattes). Irans påföljande nationalisering och expropriering av oljefält och oljeraffinaderier i södra Iran ledde till Abadankrisen. Den iranska ekonomin led kraftiga förluster och Storbritanniens oljeintressen, som dominerades av företaget Anglo-Iranian Oil Company, i regionen var kraftigt hotade. Under allt tumult valde shahen att resa till Italien till dess att situationen lugnat sig.
Storbritanniens premiärminister Winston Churchill vände sig då till USA:s dåvarande president Truman som inte ville ingripa. När Eisenhower tillträdde som president 1953 valde han att hjälpa Storbritannien. USA uppgav sig frukta en eventuell kommunistisk revolution och allians med Sovjetunionen vilket skulle innebära en strategisk förlust av den iranska högplatån och Persiska viken.

## Statskuppen 1953
CIA och MI6 initierade en statskupp ledd av konservativa iranska militärer, politiker och mullor vilket ledde till att Mosaddegh avsattes. Han ställdes inför en militärdomstol som dömde honom till döden; ett öde som också drabbade utrikesminister Hossein Fatemi. Medan Fatemi avrättades omvandlades straffet i Mosaddeghs fall till husarrest; en husarrest som varade fram till hans död 1967. Mosaddegh begravdes under matsalen i sitt hus.
Vissa analytiker i Iran och i USA anser dessa steg vara kritiska och avgörande för försvagningen av Mohammad Reza Pahlavis legitimitet och hans slutliga fall i och med den iranska revolutionen 1979. USA:s handlande försvagade en demokratisk kraft i landet och stärkte den konservativa högerfalangen inom iransk politik.